# Liste der Kulturdenkmale in Berlin-Lübars

Lage von Lübars in Berlin

In der Liste der Kulturdenkmale von Lübars sind die Kulturdenkmale des Berliner Ortsteils Lübars im Bezirk Reinickendorf aufgeführt.

## Denkmalbereiche (Ensembles)
| Nr.      | Lage                   | Offizielle Bezeichnung | Bestandteile / Beschreibung                                                                               | Bild |
| -------- | ---------------------- | --- | --- | ---- |
| 09011705 | Alt-Lübars 4–28 (Lage) | Dorflage Lübars mit Dorfanger, Dorfkirche, Straße Alt-Lübars, Gewendeflächen und Gasleuchten Baudenkmale siehe: Alt-Lübars 4–5; 8–8A; 9; 10; 11; 14; 15; 16; 17; 20; 21; 22; 23; 25–26; 27; Dorfkirche; Telefonzelle Gartendenkmal siehe: Alt-Lübars, Dorfanger | Gewendeflächen                                                                                            |      |
| 09011705 | Alt-Lübars 4–28 (Lage) | Dorflage Lübars mit Dorfanger, Dorfkirche, Straße Alt-Lübars, Gewendeflächen und Gasleuchten Baudenkmale siehe: Alt-Lübars 4–5; 8–8A; 9; 10; 11; 14; 15; 16; 17; 20; 21; 22; 23; 25–26; 27; Dorfkirche; Telefonzelle Gartendenkmal siehe: Alt-Lübars, Dorfanger | Gasleuchten                                                                                               |      |
| 09011705 | Alt-Lübars 4–28 (Lage) | Dorflage Lübars mit Dorfanger, Dorfkirche, Straße Alt-Lübars, Gewendeflächen und Gasleuchten Baudenkmale siehe: Alt-Lübars 4–5; 8–8A; 9; 10; 11; 14; 15; 16; 17; 20; 21; 22; 23; 25–26; 27; Dorfkirche; Telefonzelle Gartendenkmal siehe: Alt-Lübars, Dorfanger | Weitere Bestandteile des Ensembles:                                                                       |      |
| 09011705 | Alt-Lübars 4–28 (Lage) | Dorflage Lübars mit Dorfanger, Dorfkirche, Straße Alt-Lübars, Gewendeflächen und Gasleuchten Baudenkmale siehe: Alt-Lübars 4–5; 8–8A; 9; 10; 11; 14; 15; 16; 17; 20; 21; 22; 23; 25–26; 27; Dorfkirche; Telefonzelle Gartendenkmal siehe: Alt-Lübars, Dorfanger | 09011710 – Alt-Lübars 6–7, Kossätenhof Müller, Wohnhaus, 1839 mit Einfriedung, 1903                       |      |
| 09011705 | Alt-Lübars 4–28 (Lage) | Dorflage Lübars mit Dorfanger, Dorfkirche, Straße Alt-Lübars, Gewendeflächen und Gasleuchten Baudenkmale siehe: Alt-Lübars 4–5; 8–8A; 9; 10; 11; 14; 15; 16; 17; 20; 21; 22; 23; 25–26; 27; Dorfkirche; Telefonzelle Gartendenkmal siehe: Alt-Lübars, Dorfanger | Stall (Arztpraxis mit Wohnung) 1879 und 1909, Hühnerstallanbau, 1909                                      |      |
| 09011705 | Alt-Lübars 4–28 (Lage) | Dorflage Lübars mit Dorfanger, Dorfkirche, Straße Alt-Lübars, Gewendeflächen und Gasleuchten Baudenkmale siehe: Alt-Lübars 4–5; 8–8A; 9; 10; 11; 14; 15; 16; 17; 20; 21; 22; 23; 25–26; 27; Dorfkirche; Telefonzelle Gartendenkmal siehe: Alt-Lübars, Dorfanger | 09011715 – Alt-Lübars 12, Volksschule und Feuerwache, 1905–1906 von Emil Bopst                            |      |
| 09011705 | Alt-Lübars 4–28 (Lage) | Dorflage Lübars mit Dorfanger, Dorfkirche, Straße Alt-Lübars, Gewendeflächen und Gasleuchten Baudenkmale siehe: Alt-Lübars 4–5; 8–8A; 9; 10; 11; 14; 15; 16; 17; 20; 21; 22; 23; 25–26; 27; Dorfkirche; Telefonzelle Gartendenkmal siehe: Alt-Lübars, Dorfanger | Spritzenhaus, 1897                                                                                        |      |
| 09011705 | Alt-Lübars 4–28 (Lage) | Dorflage Lübars mit Dorfanger, Dorfkirche, Straße Alt-Lübars, Gewendeflächen und Gasleuchten Baudenkmale siehe: Alt-Lübars 4–5; 8–8A; 9; 10; 11; 14; 15; 16; 17; 20; 21; 22; 23; 25–26; 27; Dorfkirche; Telefonzelle Gartendenkmal siehe: Alt-Lübars, Dorfanger | Holzsteigeturm, 1928 von Reppin                                                                           |      |
| 09011705 | Alt-Lübars 4–28 (Lage) | Dorflage Lübars mit Dorfanger, Dorfkirche, Straße Alt-Lübars, Gewendeflächen und Gasleuchten Baudenkmale siehe: Alt-Lübars 4–5; 8–8A; 9; 10; 11; 14; 15; 16; 17; 20; 21; 22; 23; 25–26; 27; Dorfkirche; Telefonzelle Gartendenkmal siehe: Alt-Lübars, Dorfanger | 09011716 – Alt-Lübars 13, Bauernhof Knobbe (später Büdnerhof Trebut), Wohnhaus, 1908 von Gustav Neuendorf |      |
| 09011705 | Alt-Lübars 4–28 (Lage) | Dorflage Lübars mit Dorfanger, Dorfkirche, Straße Alt-Lübars, Gewendeflächen und Gasleuchten Baudenkmale siehe: Alt-Lübars 4–5; 8–8A; 9; 10; 11; 14; 15; 16; 17; 20; 21; 22; 23; 25–26; 27; Dorfkirche; Telefonzelle Gartendenkmal siehe: Alt-Lübars, Dorfanger | Stall, 1904 von E. Böttcher                                                                               |      |
| 09011705 | Alt-Lübars 4–28 (Lage) | Dorflage Lübars mit Dorfanger, Dorfkirche, Straße Alt-Lübars, Gewendeflächen und Gasleuchten Baudenkmale siehe: Alt-Lübars 4–5; 8–8A; 9; 10; 11; 14; 15; 16; 17; 20; 21; 22; 23; 25–26; 27; Dorfkirche; Telefonzelle Gartendenkmal siehe: Alt-Lübars, Dorfanger | 09011721 – Alt-Lübars 18–19, Bauernhof Rosentreter, Wohnhaus, 1846 von Grützmacher                        |      |
| 09011705 | Alt-Lübars 4–28 (Lage) | Dorflage Lübars mit Dorfanger, Dorfkirche, Straße Alt-Lübars, Gewendeflächen und Gasleuchten Baudenkmale siehe: Alt-Lübars 4–5; 8–8A; 9; 10; 11; 14; 15; 16; 17; 20; 21; 22; 23; 25–26; 27; Dorfkirche; Telefonzelle Gartendenkmal siehe: Alt-Lübars, Dorfanger | Stallanbau, 1877                                                                                          |      |
| 09011705 | Alt-Lübars 4–28 (Lage) | Dorflage Lübars mit Dorfanger, Dorfkirche, Straße Alt-Lübars, Gewendeflächen und Gasleuchten Baudenkmale siehe: Alt-Lübars 4–5; 8–8A; 9; 10; 11; 14; 15; 16; 17; 20; 21; 22; 23; 25–26; 27; Dorfkirche; Telefonzelle Gartendenkmal siehe: Alt-Lübars, Dorfanger | Remisen                                                                                                   |      |
| 09011705 | Alt-Lübars 4–28 (Lage) | Dorflage Lübars mit Dorfanger, Dorfkirche, Straße Alt-Lübars, Gewendeflächen und Gasleuchten Baudenkmale siehe: Alt-Lübars 4–5; 8–8A; 9; 10; 11; 14; 15; 16; 17; 20; 21; 22; 23; 25–26; 27; Dorfkirche; Telefonzelle Gartendenkmal siehe: Alt-Lübars, Dorfanger | 09097764 – Alt-Lübars 19A–B, Bauernhof Rosentreter, Arbeiterwohnhaus, Ende 18. Jh.                        |      |
| 09011705 | Alt-Lübars 4–28 (Lage) | Dorflage Lübars mit Dorfanger, Dorfkirche, Straße Alt-Lübars, Gewendeflächen und Gasleuchten Baudenkmale siehe: Alt-Lübars 4–5; 8–8A; 9; 10; 11; 14; 15; 16; 17; 20; 21; 22; 23; 25–26; 27; Dorfkirche; Telefonzelle Gartendenkmal siehe: Alt-Lübars, Dorfanger | 09011729 – Alt-Lübars 36, Wohnhaus, vor 1844, Umbau 1862, Ladeneinbau 1969                                |      |
| 09011705 | Alt-Lübars 4–28 (Lage) | Dorflage Lübars mit Dorfanger, Dorfkirche, Straße Alt-Lübars, Gewendeflächen und Gasleuchten Baudenkmale siehe: Alt-Lübars 4–5; 8–8A; 9; 10; 11; 14; 15; 16; 17; 20; 21; 22; 23; 25–26; 27; Dorfkirche; Telefonzelle Gartendenkmal siehe: Alt-Lübars, Dorfanger | Nicht konstituierende Bestandteile des Ensembles: Alt-Lübars 16A, 19, 24–24A, 28                          |      |

## Denkmalbereiche (Gesamtanlagen)
| Nr.      | Lage                                                                  | Offizielle Bezeichnung                   | Beschreibung                                                                                | Bild |
| -------- | --------------------------------------------------------------------- | ---------------------------------------- | ------------------------------------------------------------------------------------------- | ---- |
| 09012468 | Zabel-Krüger-Damm 110/122 Am Osrücken 27/49 Waldläuferweg 1–32 (Lage) | Reihenwohnhäuser mit Wirtschaftsgebäuden | Reihenhäuser (8 Zeilenbauten), 1936–1937 von der Pankower Heimstätten GmbH, Wolfgang Werner |      |
| 09012468 | Zabel-Krüger-Damm 110/122 Am Osrücken 27/49 Waldläuferweg 1–32 (Lage) | Reihenwohnhäuser mit Wirtschaftsgebäuden | 4 Nebengebäude                                                                              |      |

## Baudenkmale
| Nr.      | Lage                             | Offizielle Bezeichnung                                                                | Beschreibung | Bild |
| -------- | -------------------------------- | ------------------------------------------------------------------------------------- | --- | ---- |
| 09011706 | Alt-Lübars (Lage)                | Dorfanger, Ev. Dorfkirche Bestandteil des Ensembles: Dorflage Lübars                  | 1793 (siehe auch Gartendenkmal Dorfanger)                                                                                              |      |
| 09011707 | Alt-Lübars (Lage)                | Dorfanger, Telefonzelle Bestandteil des Ensembles: Dorflage Lübars                    | 1934–1935 vom Reichspost-Zentralamt (siehe auch Gartendenkmal Dorfanger)                                                               |      |
| 09011708 | Alt-Lübars 3 (Lage)              | Handwerkergehöft Zabel                                                                | Wohnhaus, 1856 von Schulze |      |
| 09011708 | Alt-Lübars 3 (Lage)              | Handwerkergehöft Zabel                                                                | Ställe, 1879 von Carl Sott |      |
| 09011709 | Alt-Lübars 4–5 (Lage)            | Kossätenhof Neuendorf Bestandteil des Ensembles: Dorflage Lübars                      | Wohnhaus mit Vorgarteneinfriedung, 1877–1878 von Schulze                                                                               |      |
| 09011709 | Alt-Lübars 4–5 (Lage)            | Kossätenhof Neuendorf Bestandteil des Ensembles: Dorflage Lübars                      | Stall, 1885, 1893–1894, Wiederaufbau 1976–1978, Scheune, 1856                                                                          |      |
| 09011709 | Alt-Lübars 4–5 (Lage)            | Kossätenhof Neuendorf Bestandteil des Ensembles: Dorflage Lübars                      | Stall in der Südwestecke des Grundstücks, 1846                                                                                         |      |
| 09011711 | Alt-Lübars 8 (Lage)              | Dorfkrug Bestandteil des Ensembles: Dorflage Lübars                                   | Wohnhaus mit Restauration und Tanzsaal, 1899 von Carl Sott                                                                             |      |
| 09011711 | Alt-Lübars 8 (Lage)              | Dorfkrug Bestandteil des Ensembles: Dorflage Lübars                                   | rückwärtiger Stall, 1899 von Carl Sott                                                                                                 |      |
| 09011712 | Alt-Lübars 9 (Lage)              | Bauernhof Rabe Bestandteil des Ensembles: Dorflage Lübars                             | Wohnhaus mit Vorgarteneinfriedung, 1896 von Carl Sott                                                                                  |      |
| 09011712 | Alt-Lübars 9 (Lage)              | Bauernhof Rabe Bestandteil des Ensembles: Dorflage Lübars                             | Scheune, 1862 von Schulze, Stall mit Wagenschuppen, 1890 von Carl Sott, Stall, 1877 von Carl Sott, Geräteschuppen an der Scheune, 1879 |      |
| 09011713 | Alt-Lübars 10 (Lage)             | Arbeiterwohnhaus Bestandteil des Ensembles: Dorflage Lübars                           | 1844 von Seeger |      |
| 09011713 | Alt-Lübars 10 (Lage)             | Arbeiterwohnhaus Bestandteil des Ensembles: Dorflage Lübars                           | Stallanbau, 1846 |      |
| 09011714 | Alt-Lübars 11 (Lage)             | Bauernhof Müller Bestandteil des Ensembles: Dorflage Lübars                           | Wohnhaus mit Vorgarteneinfriedung, 1869 von Schulze                                                                                    |      |
| 09011714 | Alt-Lübars 11 (Lage)             | Bauernhof Müller Bestandteil des Ensembles: Dorflage Lübars                           | Stall, 1889–1890 von Carl Sott |      |
| 09011714 | Alt-Lübars 11 (Lage)             | Bauernhof Müller Bestandteil des Ensembles: Dorflage Lübars                           | Waschküche mit Wagenremise, 1890 von Schirmer                                                                                          |      |
| 09011717 | Alt-Lübars 14 (Lage)             | Bauernhof Knobbe (später Büdnerhof Trebut) Bestandteil des Ensembles: Dorflage Lübars | Wohnhaus, 1875 von Carl Sott |      |
| 09011717 | Alt-Lübars 14 (Lage)             | Bauernhof Knobbe (später Büdnerhof Trebut) Bestandteil des Ensembles: Dorflage Lübars | Stall, 1930 von Justus Neuendorf, Stall, 1897 von Carl Sott                                                                            |      |
| 09011718 | Alt-Lübars 15 (Lage)             | Büdnerhof Schreier (später Büdnerhof Sott) Bestandteil des Ensembles: Dorflage Lübars | Wohnhaus, vermutlich 2. Hälfte 18. Jh.                                                                                                 |      |
| 09011718 | Alt-Lübars 15 (Lage)             | Büdnerhof Schreier (später Büdnerhof Sott) Bestandteil des Ensembles: Dorflage Lübars | Remisenanbau, 1884 |      |
| 09011719 | Alt-Lübars 16 (Lage)             | Kossätenhof Qualitz Bestandteil des Ensembles: Dorflage Lübars                        | Wohnhaus, 1882 von Carl Sott, Einfriedung und Hofmauer                                                                                 |      |
| 09011719 | Alt-Lübars 16 (Lage)             | Kossätenhof Qualitz Bestandteil des Ensembles: Dorflage Lübars                        | Scheune, 1893–1894 von Carl Sott, Stall, 1897 von Carl Sott                                                                            |      |
| 09011720 | Alt-Lübars 17 (Lage)             | Büdnerhof Rieke Bestandteil des Ensembles: Dorflage Lübars                            | Wohnhaus, um 1800, Anbau 1846 |      |
| 09011720 | Alt-Lübars 17 (Lage)             | Büdnerhof Rieke Bestandteil des Ensembles: Dorflage Lübars                            | Stall, 1892 von Carl Sott |      |
| 09011722 | Alt-Lübars 20 (Lage)             | Gasthof Zum lustigen Finken Bestandteil des Ensembles: Dorflage Lübars                | Schafhirtenhaus (Wohnhaus und Gaststätte), Ende 18. Jh., rückwärtiger Tanzsaalanbau, 1874                                              |      |
| 09011722 | Alt-Lübars 20 (Lage)             | Gasthof Zum lustigen Finken Bestandteil des Ensembles: Dorflage Lübars                | Stall, 1851 von Seeger, Scheunenanbau, 1868                                                                                            |      |
| 09011723 | Alt-Lübars 21 (Lage)             | Kossätenhof Sott Bestandteil des Ensembles: Dorflage Lübars                           | Wohnhaus, 1844 von Seeger, Vorgarteneinfriedung, 1911                                                                                  |      |
| 09011723 | Alt-Lübars 21 (Lage)             | Kossätenhof Sott Bestandteil des Ensembles: Dorflage Lübars                           | Stallanbau, 1900 von Carl Sott |      |
| 09011724 | Alt-Lübars 22 (Lage)             | Schäferhütte Bestandteil des Ensembles: Dorflage Lübars                               | Hirtenhaus, um 1790 |      |
| 09011724 | Alt-Lübars 22 (Lage)             | Schäferhütte Bestandteil des Ensembles: Dorflage Lübars                               | Stall um 1890 |      |
| 09011725 | Alt-Lübars 23 (Lage)             | Büdnerhof Rasch (später Büdnerhof Müller) Bestandteil des Ensembles: Dorflage Lübars  | Wohnhaus, 1900 von Carl Sott |      |
| 09011725 | Alt-Lübars 23 (Lage)             | Büdnerhof Rasch (später Büdnerhof Müller) Bestandteil des Ensembles: Dorflage Lübars  | Scheune, 1881 von Schulze, Stall und Wagenschuppen, 1885, Stallerweiterung 1900                                                        |      |
| 09011726 | Alt-Lübars 25–26 (Lage)          | Lehnschulzenhof Bestandteil des Ensembles: Dorflage Lübars                            | Wohnhaus, 1882 von Carl Sott |      |
| 09011727 | Alt-Lübars 27 (Lage)             | Bauernhof Kühne Bestandteil des Ensembles: Dorflage Lübars                            | Wohnhaus mit Vorgarteneinfriedung, 1909 von G. Schirmer und Albert Mehl                                                                |      |
| 09011727 | Alt-Lübars 27 (Lage)             | Bauernhof Kühne Bestandteil des Ensembles: Dorflage Lübars                            | Fachwerkscheune, 1846, Erweiterungen 1860 und 1925, Stall im Anschluss zur Scheune, 1883 von Carl Sott, Backofen, 2. Hälfte 19. Jh.    |      |
| 09011728 | Alt-Lübars 29 (Lage)             | Scheune und Stall                                                                     | Stall, 1896 von Carl Sott |      |
| 09011728 | Alt-Lübars 29 (Lage)             | Scheune und Stall                                                                     | Scheune |      |
| 09011730 | Alt-Lübars 37 (Lage)             | Dorfschmiedegehöft                                                                    | Wohnhaus, 1844 von Seeger |      |
| 09011730 | Alt-Lübars 37 (Lage)             | Dorfschmiedegehöft                                                                    | Scheune, 1864 und 1871, Stall, 1888 und 1891 von Carl Sott                                                                             |      |
| 09011803 | Am Vierrutenberg 59/65 (Lage)    | Volksschule Lübars                                                                    | 1934–1938 von Haase |      |
| 09011803 | Am Vierrutenberg 59/65 (Lage)    | Volksschule Lübars                                                                    | Toilettengebäude |      |
| 09011832 | Benekendorffstraße 115 (Lage)    | Zum gelben Klinker, Kantinen- und Wohngebäude                                         | 1892 von Franz Wähler |      |
| 09011832 | Benekendorffstraße 115 (Lage)    | Zum gelben Klinker, Kantinen- und Wohngebäude                                         | Remise |      |
| 09011793 | Güterbahnhof Lübars (Lage)       | Stationsvorsteherhaus mit Güterschuppen                                               | Stationsvorsteherhaus, 1907 vom Bauamt des Kreises Niederbarnim                                                                        |      |
| 09011793 | Güterbahnhof Lübars (Lage)       | Stationsvorsteherhaus mit Güterschuppen                                               | Gleisanlage zwischen Finsterwalder- und Quickborner Straße                                                                             |      |
| 09012041 | Herrnholzweg 22A/24 (Lage)       | Kriegerheimstättensiedlung Lübars, Doppelwohnhaus                                     | 1922 von Bruno Ahrends |      |
| 09012469 | Zabel-Krüger-Damm 153/155 (Lage) | Kriegerheimstättensiedlung Lübars, Doppelwohnhaus                                     | 1921 von Bruno Ahrends |      |
| 09012471 | Zabel-Krüger-Damm 156/158 (Lage) | Kriegerheimstättensiedlung Lübars, Doppelwohnhaus                                     | 1922 von Bruno Ahrends |      |
| 09012472 | Zabel-Krüger-Damm 188/190 (Lage) | Kriegerheimstättensiedlung Lübars, Doppelwohnhaus                                     | 1922 von Bruno Ahrends |      |
| 09012473 | Zabel-Krüger-Damm 193/195 (Lage) | Kriegerheimstättensiedlung Lübars, Doppelwohnhaus                                     | 1921 von Bruno Ahrends |      |
| 09012475 | Zabel-Krüger-Damm 228 (Lage)     | Wohnhaus des Lehnschulzen Zabel Krüger                                                | Wohnhaus, 1869 von Marquard |      |
| 09012475 | Zabel-Krüger-Damm 228 (Lage)     | Wohnhaus des Lehnschulzen Zabel Krüger                                                | Waschküchenanbau, 1888; Stall, 1893 von Carl Sott                                                                                      |      |
| 09012477 | Zehntwerderweg 185/187 (Lage)    | Kriegerheimstättensiedlung Lübars, Doppelwohnhaus                                     | 1924–1925 von Bruno Ahrends |      |

## Gartendenkmale
| Nr.      | Lage              | Offizielle Bezeichnung                                               | Beschreibung                                         | Bild |
| -------- | ----------------- | -------------------------------------------------------------------- | ---------------------------------------------------- | ---- |
| 09046217 | Alt-Lübars (Lage) | Dorfanger mit Gasleuchten Bestandteil des Ensembles: Dorflage Lübars | (siehe auch Baudenkmale Dorfkirche und Telefonzelle) |      |
| 09046217 | Alt-Lübars (Lage) | Dorfanger mit Gasleuchten Bestandteil des Ensembles: Dorflage Lübars | Gasleuchten                                          |      |

## Bodendenkmale
| Nr.      | Lage                                                                                                | Offizielle Bezeichnung      | Beschreibung                                                                  | Bild |
| -------- | --------------------------------------------------------------------------------------------------- | --------------------------- | ----------------------------------------------------------------------------- | ---- |
| 09080639 | Alter Bernauer Heerweg (gegenüber Kolonie Mühlenberg) Gemarkung Lübars, Flur 23, Flurstück 1 (Lage) | Siedlungen und Gräberfelder | Jüngere Bronzezeit, frühe Vorrömische Eisenzeit und späte Römische Kaiserzeit |      |

## Ehemalige Denkmale
| Nr.       | Lage                                 | Offizielle Bezeichnung                            | Beschreibung                                                                | Bild |
| --------- | ------------------------------------ | ------------------------------------------------- | --------------------------------------------------------------------------- | ---- |
| unbekannt | Am Rohrbusch 1/3                     | Stadtrandsiedlung, Doppelwohnhaus                 | 1935 von Boris von Bodisco und Walter Stridde; Denkmalstatus 2001 aberkannt |      |
| unbekannt | Am Vierrutenberg 22/24               | Kriegerheimstättensiedlung Lübars, Doppelwohnhaus | 1923 von Bruno Ahrends; Denkmalstatus 2001 aberkannt                        |      |
| unbekannt | Benekendorffstraße 177/179           | Kriegerheimstättensiedlung Lübars, Doppelwohnhaus | 1923 von Bruno Ahrends; Denkmalstatus 2001 aberkannt                        |      |
| unbekannt | Zabel-Krüger-Damm 205/207            | Kriegerheimstättensiedlung Lübars, Doppelwohnhaus | 1921 von Bruno Ahrends; Denkmalstatus 2001 aberkannt                        |      |
| unbekannt | Zehntwerderweg 202, 204–209, 211/215 | Kriegerheimstättensiedlung Lübars, Doppelwohnhaus | 1922 von Bruno Ahrends; Denkmalstatus 2001 aberkannt                        |      |